# Anton Lubowski
Anton Theodor Eberhard August Lubowski (* 3. Februar 1952 in Lüderitz, Südwestafrika; † 12. September 1989 in Windhoek) war ein namibischer Rechtsanwalt und Aktivist deutscher Abstammung. Er war Generalsekretär der SWAPO während der Fremdverwaltung Südwestafrikas durch Südafrika.

## Leben

### Ausbildung
Lubowski besuchte zunächst die Deutsche Schule Lüderitz und das Paul Roos Gymnasium in Stellenbosch (Südafrika), wo er im Dezember 1970 „matrikulierte“. Anschließend absolvierte er seinen Wehrdienst bei der südafrikanischen Armee, ehe er ein Studium der Rechtswissenschaften (Bachelor of Laws) an der Universität Stellenbosch und Universität Kapstadt (LLB) zum Abschluss brachte.

### Politisches Leben
Lubowski galt als einer der wenigen weißen Einwohner Südwestafrikas, die sich aktiv für Menschenrechte und gegen die Apartheid einsetzten. Seit 1984 war er Mitglied der SWAPO. 
Nach der Beendigung der Besatzungsherrschaft wurde Lubowski eine historische Symbolgestalt der Unabhängigkeit Namibias.
Im Juli 1988 erhielt er den Bruno-Kreisky-Preis für Verdienste um die Menschenrechte.

### Ermordung
Lubowski wurde am 12. September 1989, möglicherweise von einem Attentäter der südafrikanischen geheimen Militäreinheit Civil Cooperation Bureau, vor seinem Haus in Windhoek erschossen. Obwohl der südafrikanische Geheimdienst kompromittierendes Material gegen ihn inszenierte, hatte sich der Menschenrechtler als unbestechlich und nicht erpressbar gezeigt. Dafür wurde er symbolträchtig ermordet.
Am 13. September 1989, dem Tag nach der Ermordung Lubowskis, wurde der mutmaßliche Attentäter in Haft genommen. Der High Court of Namibia eröffnete am 18. April 1990 im Fall Lubowski ein Verfahren wegen Mordes. Namibias Generalstaatsanwalt übergab 1996 Unterlagen über den Fall Lubowski der Wahrheits- und Versöhnungskommission in Südafrika, die sich mit der Aufklärung des Attentates im Zeitraum vom 3. bis 24. April 1996 befasste. Im Verlauf dieser Verhandlungen ergab sich die Erkenntnis, dass ein von Sicherheitskreisen der SADF instruierter professioneller Attentäter, der früher in der rhodesischen Armee tätig war, Lubowski mit einer AK-47 getötet hatte.
Lubowskis sterbliche Überreste wurden im August 2015 exhumiert. Im Rahmen des namibischen Helden-Gedenktages wurden diese auf dem Heldenacker am Südrand von Windhoek neu beigesetzt. Zuvor wurde Lubowski von Staatspräsident Hage Geingob in den Rang eines nationalen Helden erhoben.

## Trivia

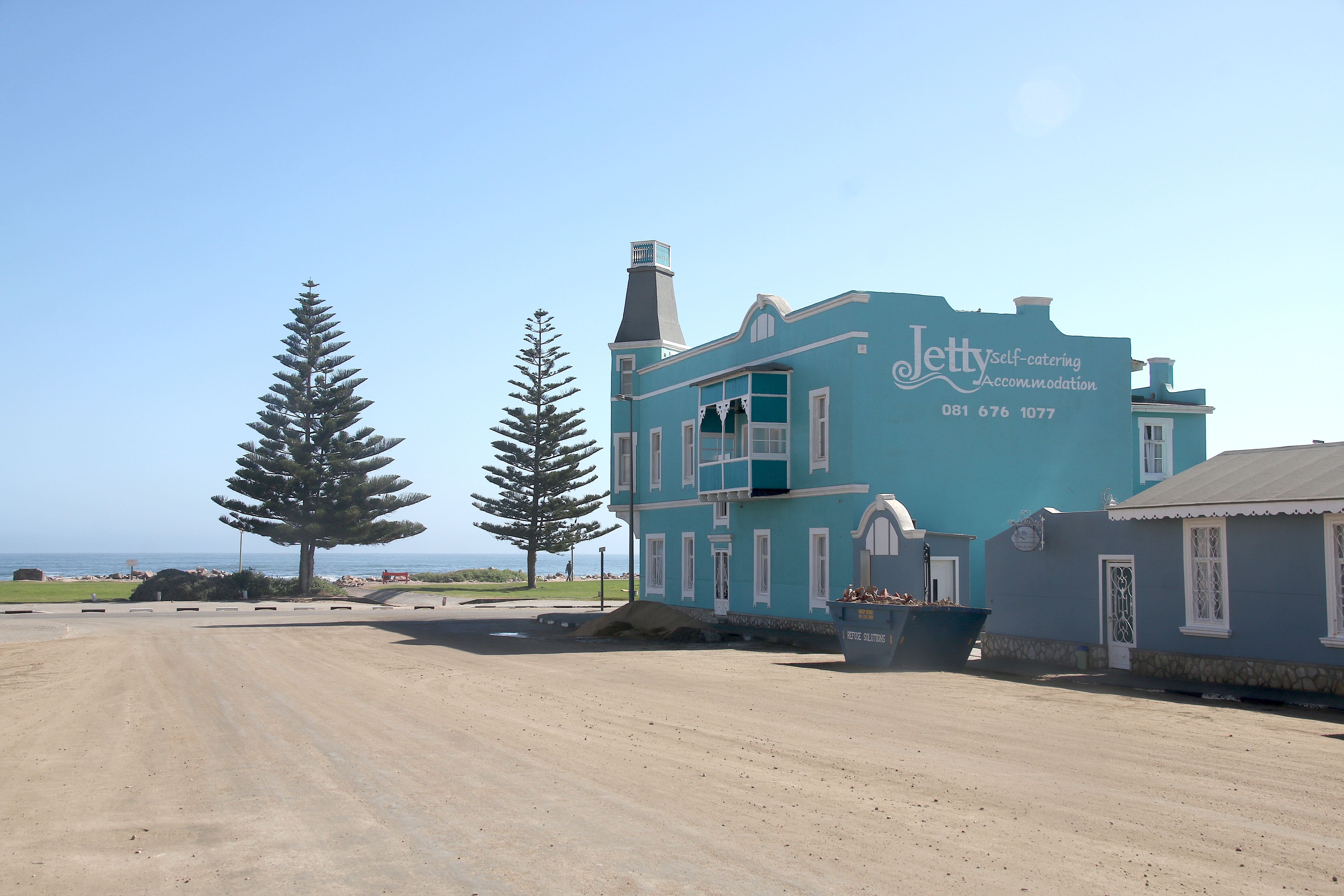
Anton Lubowski Avenue in Swakopmund

Nach Anton Lubowski sind unter anderem Straßen in Swakopmund sowie in Windhoek benannt.
Der Mordkomplott und die verwickelte Vorgeschichte eines politisch über Jahre verschleppten Gerichtsprozesses steht im Zentrum von Bernhard Jaumanns Roman/Hörbuch Die Stunde des Schakals.